# Carmen Kass
Carmen Kass (Paide, 14 de septiembre de 1978) es una supermodelo estonia, presidenta de la liga nacional de ajedrez de su país.

## Biografía

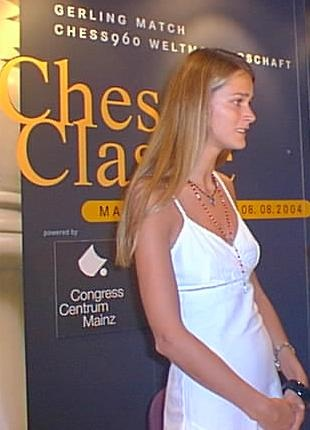
Carmen Kass en 2004.

Desde los tres hasta los diez años tuvo una gran afición por el ajedrez. Con 14 años fue descubierta en un supermercado y comenzó a trabajar como modelo en Milán. Aunque sus padres se opusieron finalmente se dedicó a ser modelo. Con 18 años ya vivía en París y apareció en varias portadas de revistas como Elle o Vogue. Esta última la eligió "modelo del año" en el 2000. Kass está generalmente considerada como una de las modelos más relevantes de la generación inmediatamente posterior a la de las supermodelos originales, junto con modelos como Gisele Bündchen; llegando a cobrar el salario anual del presidente de Estados Unidos por un solo desfile de Victoria's Secret y hasta 5 millones de dólares en un año.
En el año 2000 apareció bañada en oro para la imagen del perfume J'Adore de Christian Dior. En ese momento se decidió a prestar su cara al Partido Res Publica del primer ministro de su país, Juhan Parts. En 2004, se presentó a las elecciones al Parlamento Europeo con el Partido Res Publica después del ingreso de su país en la Unión Europea, en mayo. Obtuvo 2000 votos del electorado estonio pero no resultó elegida. A pesar de ese revés, sí fue nombrada presidenta de la liga nacional de ajedrez.
También tomó parte en el torneo que se celebró en Bilbao, que contó, entre otros, con Wiswanathan Anand, Magnus Carlsen y Vasili Ivanchuk.